# ŠD Gospino polje
Športska dvorana Gospino polje, multifunkcionalna dvorana u Dubrovniku. Izgrađena je 1981. godine. Adresa joj je: Lienchensteinov put 10, 22000 Dubrovnik. Sastoji se od A dvorane (24 x 44m, 1074 m2), B dvorane (20 x 11 m, 200 m2), C dvorane (10 x 11m, 120 m2), D dvorane (15 x 7m, 100 m2), teretane i 7 svlačionica. A dvorana ima tribine na koje stane oko 1 500 gledatelja. Dvoranu koriste dubrovački športski klubovi te dubrovačke srednje škole koje nemaju vlastitih dvorana za održavanje nastave tjelesne i zdravstvene kulture. Predviđena je za sljedeće športove: rukomet, ples, odbojka, mali nogomet, košarka, džudo, badminton i atletika. U dvorani se katkada održavaju koncerti i sajmovi.
U Gospinu polju je 16. i 18. kolovoza 2013. hrvatska košarkaška reprezentacija odigrala dvije pripremne utakmice za EP 2013., protiv Crne Gore (72:60) i Latvije (81:66). To je prvi put da je Dubrovnik ugostio utakmicu seniorskih reprezentacija.